# هيكتور أوليفيرا
هيكتور أوليفيرا (بالإسبانية: Héctor Olivera)‏ (5 أبريل 1931 –) هو كاتب سيناريو، مخرج ومنتج أفلام أرجنتيني. ويعتبر من مخرجين الدرجة الممتازة في السينما الأرجنتينية، كما ساهم في إخراج عدة أفلام أمريكية أيضا.

## حياته
بدأ هيكتور مسيرته في عمر 17 كمساعد مخرج ثاني، ثم أنشأ شركة الخاصة بالإنتاج عند بلوغه 25 سنة التي أنتجت لأثر من 100 عمل فني.
في الولايات المتحدة عُرِف بفيلمين أساسيين وهما: ليلة الأقلام (بالإنجليزية: Night of the Pencils)‏ سنة 1986، الحرب القذرة المضحكة (بالإنجليزية: Funny Dirty Little War)‏ سنة 1983.
بعد نجاح فيلم الحرب القذرة المضحكة، أخرج 5 أفلام لروجر كورمان وهي حرب الكوكايين (1985)، الملكة البربية (1985)، البحث عن المملكة المفقودة (1985)، اثنين في رقصة التانغو (1988) وقتل اللعب بالنسبة لي (1990).

### لجنة تحكيم المهرجانات
في 1988 تم اختياره كعضو ضمن لجنة الانتقاء في الدورة 41 من مهرجان كان السينمائي، بالإضافة إلى اختياره أيضا كعضو لجنة تحكيم في الدورة 48 من مهرجان برلين السينمائي الدولي ضمن قائمة الدب الذهبي سنة 1998.

## جوائزه وترشيحاته

### الجوائز
| السنة | المهرجان                           | الفئة          |
| ----- | ---------------------------------- | -------------- |
| 2004  | مهرجان القاهرة السينمائي الدولي    | أفضل مخرج      |
| 2004  | جوائز جمعية نقاد الفيلم الأرجنتيني | أفضل مخرج      |
| 1985  | مهرجان كونياك للفيلم البوليسي      | الجائزة الكبرى |
| 1984  | مهرجان برلين السينمائي الدولي      | الدب الفضي     |
| 1984  | الاتحاد الدولي لنقاد الفيلم        | الدب الفضي     |
| 1974  | مهرجان برلين السينمائي الدولي      | الدب الفضي     |

### الترشيحات
| السنة | المهرجان                      | الفئة           |
| ----- | ----------------------------- | --------------- |
| 1986  | مهرجان موسكو السينمائي الدولي | الجائزة الذهيبة |
| 1985  | مهرجان برلين السينمائي الدولي | الدب الذهبي     |
| 1981  | مهرجان بورتو الدولي للفيلم    | أفضل مخرج       |
| 1974  | مهرجان برلين السينمائي الدولي | الدب الذهبي     |